# Franz Frauenlob
Franz Frauenlob (* 11. August 1939; † 2017) war ein österreichischer Boxer und Olympiateilnehmer von 1964.
Der rund 1,72 m große Salzburger wurde 1961 Österreichischer Meister im Mittelgewicht und nahm noch im selben Jahr an den Europameisterschaften in Belgrad teil, wo er eine Bronzemedaille im Mittelgewicht erkämpfen konnte. Er war dabei erst im Halbfinale gegen Jewgeni Feofanow aus der Sowjetunion ausgeschieden.
1963 wurde er erneut Österreichischer Meister im Mittelgewicht und startete bei den Europameisterschaften desselben Jahres in Moskau, wo er im Viertelfinale gegen Ion Monea aus Rumänien unterlag und somit Platz 5 erreichte. 1964 startete er bei den 18. Olympischen Spielen in Tokio, verlor dort jedoch in der zweiten Vorrunde gegen den Ägypter Ahmed Hassan.
Inzwischen ins Halbschwergewicht gewechselt, nahm er 1965 noch an den Europameisterschaften in Berlin teil, schied jedoch bereits im ersten Kampf gegen Béla Horváth aus Ungarn aus. Weitere Stationen seiner Amateurkarriere waren die Teilnahme an Länderkämpfen und internationalen Turnieren (z. B. Tammer Turnier in Finnland).